# Cleo Patra Brown
Cleo Patra Brown (Meridian, 8 december 1909 – Denver, 15 april 1995) was een Amerikaanse jazzmuzikante (zang, piano).

## Biografie
Brown had de boogiewoogie-pianostijl geleerd van haar broer Everett, die werkte met Pinetop Smith. Haar familie verhuisde in 1919 naar Chicago, waar ze eerst op 14-jarige leeftijd werkte in het vaudevillecircuit. Door ziekte moest ze haar carrière begin jaren 1940 onderbreken. Begin jaren 1950 trad ze regelmatig op in de Three Deuces Club in Chicago. Brown werkte ook in New York, waar ze bij WABC een eigen radioshow had, in Hollywood, Las Vegas en San Francisco. Ze nam o.a. op met de Decca All-Stars en in haar tijd aan de westkust voor Capitol Records. Vanaf 1953 onderbrak ze haar carrière opnieuw om te gaan werken als verpleegster. Op leeftijd werkte ze als kerkmuzikante in de Seventh Day Adventist Church in Denver. In 1987 trad ze op in Marian McPartlands radioreeks Piano Jazz.
Ze was de eerste jazzinstrumentaliste, die werd onderscheiden met de NEA Jazz Masters Fellowship. Haar spel had de jonge Dave Brubeck beïnvloed. Nog tegenwoordig nemen muzikanten haar muziek op in actuele werken, zoals b.v. in Spring Swing van Monkey Safari.

## Discografie
- Cleo Brown 1935-1951 (Classics) mit Nappy Lamare, Artie Bernstein, Gene Krupa, Vic Berton, Zutty Singleton, Victor Young Orchestra
- Diskographie Cleo Brown